# Requin (bateau)
Pour les articles homonymes, voir Requin (homonymie).
Le Requin (Hai en finnois , langue des Finlandais) est une classe de voiliers de sport à quille (dit aussi quillards de sport), gréée en sloop, plus précisément un gréement bermudien ou Marconi.

## Historique
Le Requin fut dessiné par l'architecte naval finlandais Gunnar L. Stenbäck (fi) en 1930. Comparable au Dragon, il a une carène et un gréement très sportifs, et nécessite trois équipiers en régate. Avec son étrave très élancée, ses lignes longues et étroites, il passe dans le clapot sans ralentir. Construit à l'origine en bois, le Requin a aussi été construit en plastique à partir de 1978. Il a connu un certain succès, en particulier auprès de la Marine nationale qui en a fait le voilier d'entraînement de ses officiers. Depuis son introduction en France, en 1934, 490 unités ont été construites. La flotte la plus importante est concentrée à Noirmoutier. Une association, l'Association française des propriétaires de Requin, veille au dynamisme et au devenir de la série. Chaque été, elle organise un championnat national, et expose régulièrement au Salon nautique international de Paris.
Le chantier Pouvreau a construit la majorité des Requins en bois en modifiant légèrement les plans d'origine. D'autres chantiers étaient plus respectueux (Quéré, Bertin), les Pouvreau ont comme principale caractéristique de ne plus avoir de tonture (courbure du pont) ce qui simplifie la fabrication et permet de bénéficier d'une longueur de flottaison supérieure donc d'un petit avantage de vitesse.
Les Requin en polyester ont été copiés sur des coques Pouvreau. Certains Requins ont été entièrement refaits dans les années 1980 en utilisant une technique de saturation époxy du bois d'origine. Cette technique donne des bateaux très stables et très solides.
Au-delà de la régate, étant doté de couchettes et d'équipets, le Requin peut caboter ou servir de petites croisières. En effet, d'autres caractéristiques de ce bateau le rendent particulièrement adapté aux voyages dans les Fjords, le long des côtes (Bretagne, Corse) et dans les terres (comme le golfe du Morbihan) ou aux remontées des fleuves et des rivières. Par exemple, la forme de la quille du Requin : le bord d'attaque très incliné et la solidité de son assemblage avec la coque diminuent considérablement les risques lors d'un talonnage. Cette caractéristique associée à son faible tirant d'eau et à la possibilité d'installer des béquilles en font un voilier de sport engageant pour des sorties moins physiques.
Le Requin est à nouveau fabriqué en France, en matériaux composites et acajou, depuis 2007.

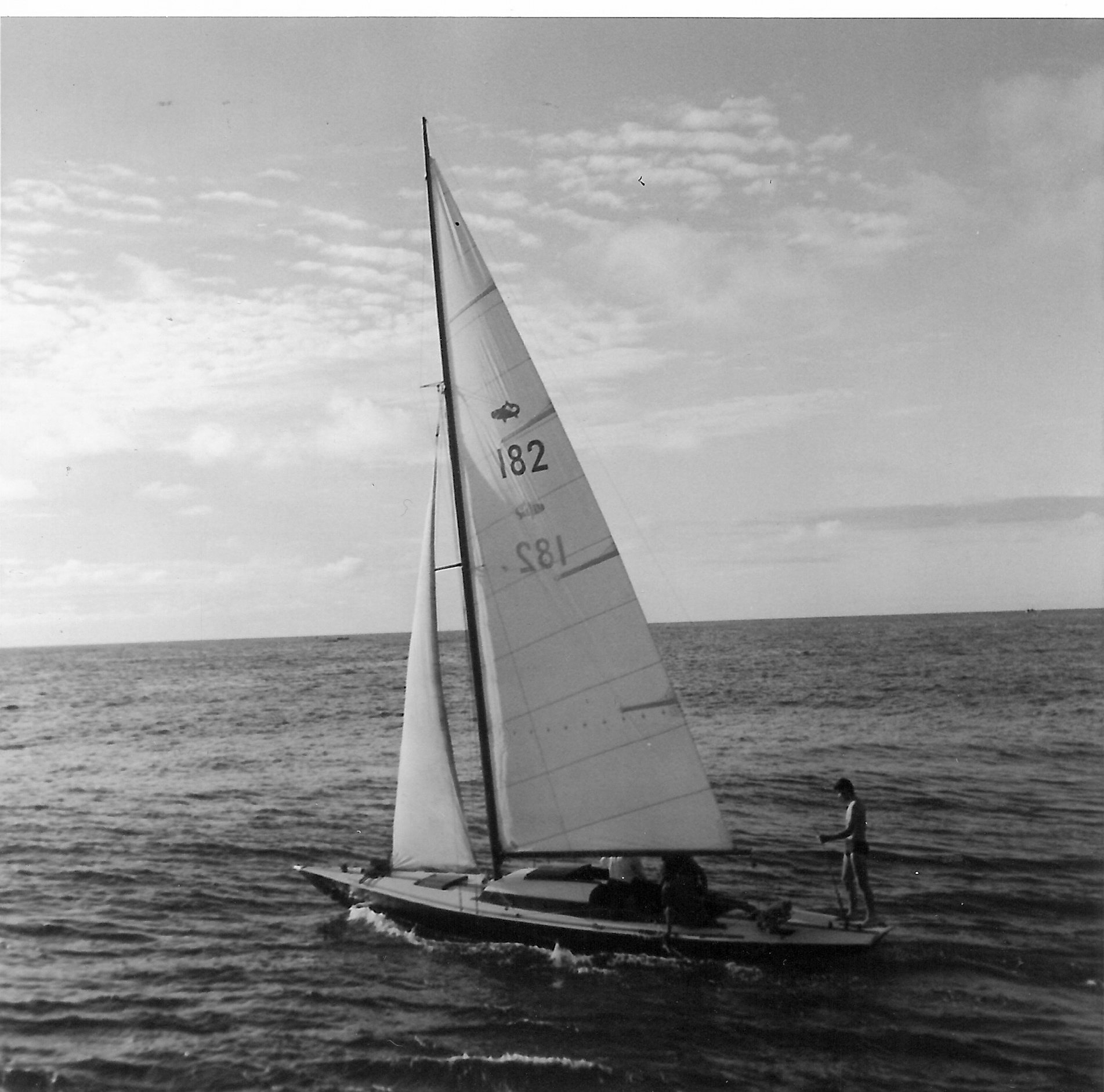
En 1965, à Capbreton
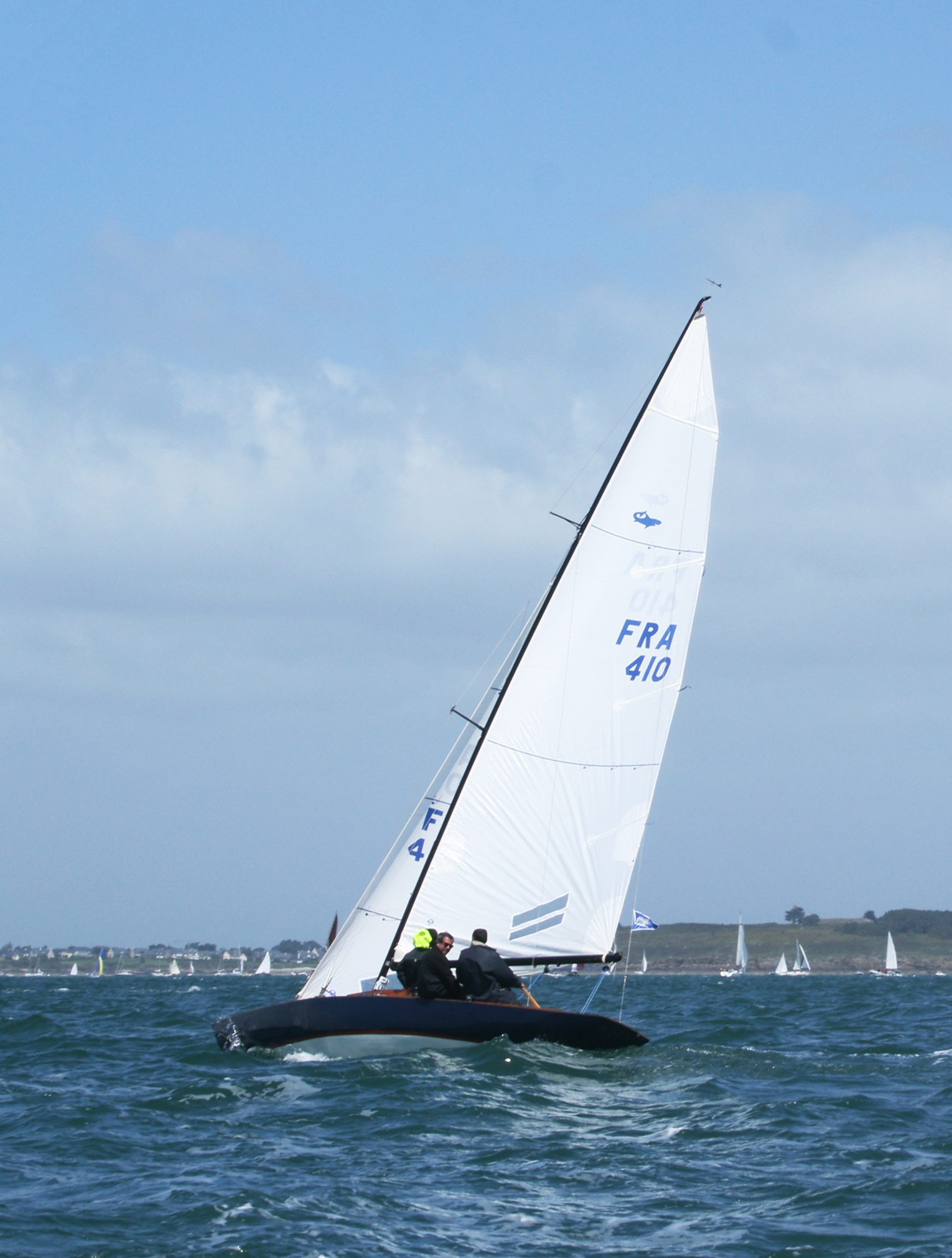
Requin durant la Semaine du Golfe
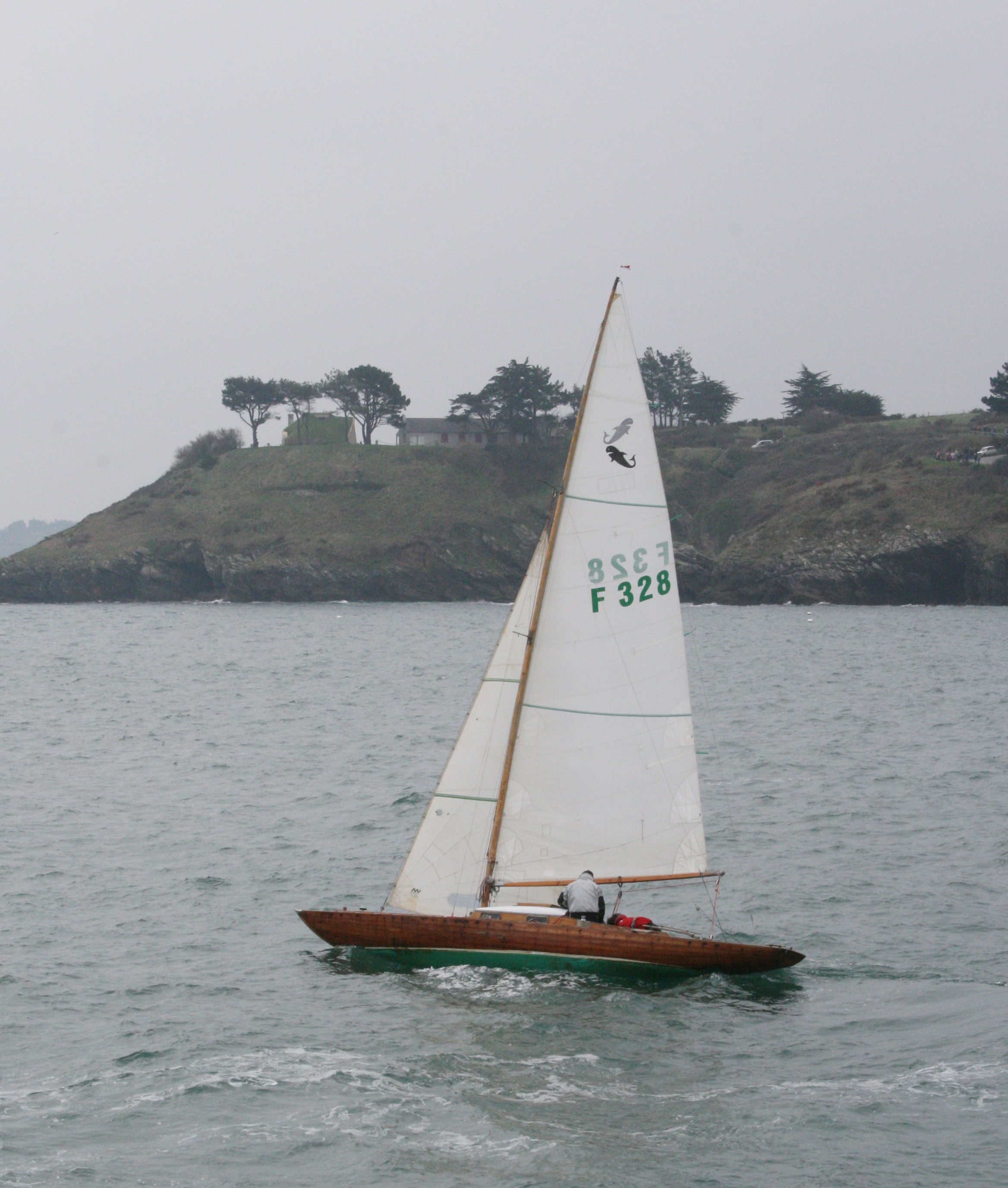
Requin à la sortie de Palais, sous Ramonette à Belle-Île-en-Mer
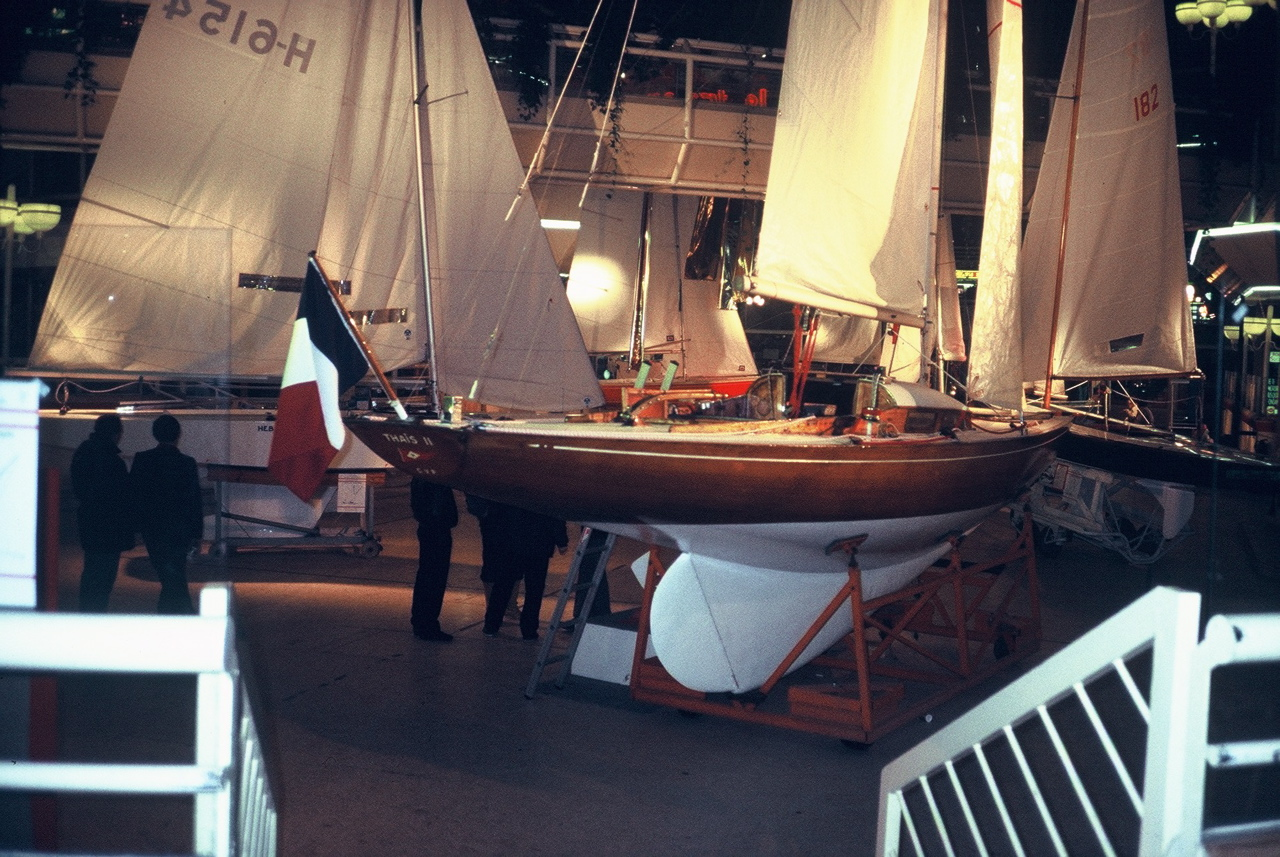
Thais lors du Salon organisé par l'Association des Propriétaires de Requin sur la patinoire des 4 temps, à la Défense en janvier 1987